# Simon McBurney

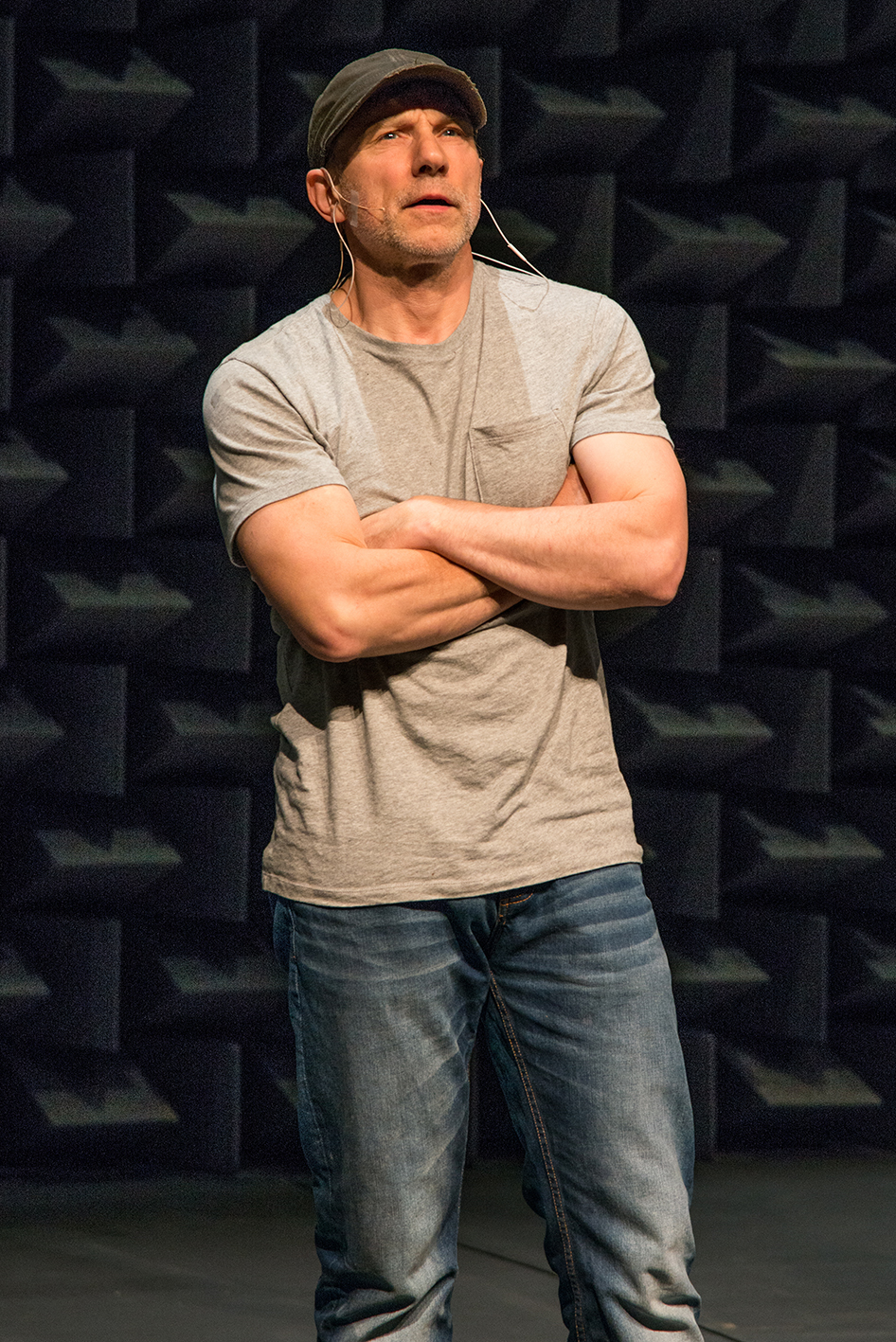
McBurney en 2015

Simon Montagu McBurney (Cambridge, 25 de agosto de 1957) es un actor, dramaturgo y director de teatro inglés, fundador de la compañía Complicité, de la que también es director artístico. Integró el grupo de teatro Footlights de la Universidad de Cambridge, donde estudió Literatura Inglesa, y se formó en la L'École Internationale de Théâtre Jacques Lecoq en París.

## Biografía
Es hijo de Charles McBurney, arqueólogo y académico estadounidense, y de Anne Francis Edmondstone Charles, una secretaria inglesa de ascendencia irlandesa. Tiene un hermano, el compositor y escritor Gerard McBurney. Su bisabuelo fue el cirujano Charles McBurney, quien describió el punto de McBurney.
Estudió Literatura Inglesa en la Universidad de Cambridge, donde también formó parte del grupo de teatro Footlights, y mimo en la escuela fundada por Jacques Lecoq en París.
Desde 2007 está en pareja con la pianista Cassie Yukawa, con quien tiene dos hijos.
En 2005 fue nombrado Oficial de la Orden del Imperio Británico. Desde 2017 es embajador de Survival International, organización que defiende los derechos de los pueblos originarios.

## Carrera
En 1982 fundó, junto con Annabel Arden y Marcello Magni, la compañía de teatro físico Théâtre de Complicité, luego llamada Complicité, de la que también es director artístico. Al año siguiente, el grupo presentó en el teatro Almeida de Londres su primer trabajo, Put It On Your Head, creación colectiva inspirada parcialmente en la Biblia que incorpora elementos de clown.
En 1992, coescribió y dirigió la obra The Street of Crocodiles, basada parcialmente en cuentos de Bruno Schulz. Dos años después coescribió, con Mark Wheatley, The 3 Lives of Lucie Cabrol, a partir de la novela Puerca tierra, de John Berger. También dirigió la obra e interpretó a Jean, narrador y uno de los amantes de Lucie. Ese mismo año adaptó trabajos del escritor ruso  Daniil Kharms en Out of a House Walked a Man, una coproducción con el National Theatre que también dirigió. En 1997 hizo una puesta de Las sillas, de Ionesco, y de El círculo de tiza caucasiano, de Brecht, ambas en coproducción con el National Theatre. En 1999 concibió Mnemonic, obra que explora los mecanismos de la memoria, tanto individual como colectiva, que también dirigió y en la que interpretó a un hombre prehistórico congelado y a Virgilio. La pieza, estrenada en el Festival de Salzburgo y repuesta luego en el National Theatre y en el John Jay College Theatre de Nueva York, recibió el premio London Critics Circle Theatre a Mejor Obra Nueva.
En 2004, dirigió Medida por medida, de Shakespeare, una coproducción entre Complicité y el National Theatre.
Fuera de su trabajo con Complicité, McBurney se desempeñó como director freelance en distintos países. Algunas de sus puestas fueron La resistible ascensión de Arturo Ui con el National Actors Theatre de Nueva York en 2002, Todos eran mis hijos en 2008 en Broadway y The Elephant Vanishes, obra de su autoría basada en cuentos de Haruki Murakami con el Teatro público de Setagaya de Tokio. Por esta última recibió el premio Sydney Edwards a Mejor Director.
En 2007, interpretó a Fra Pavel en la película La brújula dorada.
En 2009, convocó a Mark Rylance para interpretar a Hamm en Final de partida, de Samuel Becket, que coprotagonizó y dirigió. La obra se estrenó en octubre en el Duchess Theatre.
En 2010 hizo la voz de Kreacher en Harry Potter y las Reliquias de la Muerte, papel que retomó en Harry Potter y las Reliquias de la Muerte: parte 2, última entrega de la saga. Ese mismo año, interpretó al padre Tancred en la película Robin Hood.
Entre 2011 y 2013, interpretó al cardenal Johannes Burchart en la serie The Borgias.
En 2015 escribió y protagonizó The Encounter, unipersonal basado en El Amazonas nace en el cielo, de Petru Popescu. La obra se estrenó en el Festival Internacional de Edimburgo y se transfirió al año siguiente al Barbican de Londres. En televisión, interpretó a Colin "Cubby" Wall en la serie The Casual Vacancy.
En 2017 dirigió la ópera El progreso del libertino, de Igor Stravinsky, estrenada en el Festival de Aix-en-Provence.

## Trabajos

### Teatro
| Año  |            | Obra                          | Personaje                 | Director | Teatro                              |
| ---- | ---------- | ----------------------------- | ------------------------- | -------- | ----------------------------------- |
| 1982 | Complicité | Put It On Your Head           |                           |          | Almeida Theatre                     |
| 1994 | Complicité | The 3 Lives of Lucie Cabrol   | Jean                      |          | Gira y Riverside Studios            |
| 1994 | Complicité | Out of a House Walked a Man   |                           | McBurney |                                     |
| 1997 | Complicité | Las sillas                    |                           | McBurney | National Theatre                    |
| 1997 | Complicité | El círculo de tiza caucasiano |                           | McBurney | National Theatre                    |
| 1999 | Complicité | Mnemonic                      | Hombre congelado/Virgilio | McBurney | Festival de Salzburgo               |
| 2003 | Complicité | The Elephant Vanishes         |                           | McBurney | Barbican                            |
| 2004 | Complicité | Medida por medida             |                           | McBurney | National Theatre                    |
| 2009 | Complicité | Final de partida              | Clov                      | McBurney | Duchess Theatre                     |
| 2015 | Complicité | The Encounter                 |                           | McBurney | Festival Internacional de Edimburgo |

### Cine
| Año  | Título                                             | Personaje          |
| ---- | -------------------------------------------------- | ------------------ |
| 1991 | Kafka                                              | Oscar              |
| 2000 | Eisenstein                                         | Serguéi Eisenstein |
| 2004 | The Manchurian Candidate                           | Dr. Atticus Noyle  |
| 2004 | Human Touch                                        | Bernard            |
| 2006 | El último rey de Escocia                           | Stone              |
| 2006 | Friends with Money                                 | Aaron              |
| 2007 | La brújula dorada                                  | Fra Pavel          |
| 2008 | Body of Lies                                       | Garland            |
| 2008 | The Duchess                                        | Charles James Fox  |
| 2010 | Harry Potter y las Reliquias de la Muerte: parte 1 | Kreacher           |
| 2010 | Robin Hood                                         | Padre Tancred      |
| 2011 | Tinker Tailor Soldier Spy                          | Oliver Lacon       |
| 2011 | Harry Potter y las Reliquias de la Muerte: parte 2 | Kreacher           |
| 2011 | Jane Eyre                                          | Mr. Brocklehurst   |
| 2014 | Magic in the Moonlight                             | Howard             |
| 2015 | Misión: Imposible - Nación Secreta                 | Atlee              |
| 2015 | La teoría del todo                                 | Frank Hawking      |
| 2016 | The Conjuring 2                                    | Maurice Grosse     |

### Televisión
| Año       | Título                      | Personaje           | Notas                             |
| --------- | --------------------------- | ------------------- | --------------------------------- |
| 1988      | Screenplay                  |                     | episodio "Burning Ambition"       |
| 1989      | The Two of Us               | Hombre              | episodio "Trust"                  |
| 1992      | The Bill                    | Shaun Anderton      | episodio "Man of the People"      |
| 1992      | The Comic Strip Presents... | Mick                | episodio "The Crying Game"        |
| 1994      | The Vicar of Dibley         | Cecil               | 2 episodios                       |
| 1995      | Performance                 | Pistol              | episodio "Henry IV"               |
| 1996      | Absolutely Fabulous         | Conductor           | episodio "The Last Shout: Part 1" |
| 1999      | Midsomer Murders            | Henry Carstairs     | episodio "Death of a Stranger"    |
| 2010-2014 | Rev.                        | Archidiácono Robert |                                   |
| 2011-2013 | The Borgias                 | Johannes Burchart   | 6 episodios                       |
| 2013      | Utopia                      | Donaldson           | 3 episodios                       |
| 2015      | The Casual Vacancy          | Colin "Cubby" Wall  | miniserie                         |

## Premios y nominaciones
| Año  | Premio                        | Categoría                | Trabajo                       | Resultado |
| ---- | ----------------------------- | ------------------------ | ----------------------------- | --------- |
| 1998 | Laurence Olivier              | Mejor coreógrafo teatral | El círculo de tiza caucasiano | Ganador   |
| 1998 | Tony                          | Mejor director           | Las sillas                    | Nominado  |
| 1999 | Critics' Circle Theatre Award | Mejor obra nueva         | Mnemonic                      | Ganador   |
| 2003 | Sydney Edwards Award          | Mejor director           | The Elephant Vanishes         | Ganador   |
| 2007 | Nestroy                       |                          | A Disappearing Number         | Nominado  |
| 2008 | Konrad Wolf                   |                          |                               | Ganador   |